# Richard Rickelmann
Richard Rickelmann (* 26. Dezember 1939 in Ibbenbüren) ist ein deutscher Journalist. Er war langjähriger Redakteur bei den Zeitschriften Spiegel und Stern.

## Leben
Richard Rickelmann wuchs in Ibbenbüren auf. Dort wohnte er zusammen mit seinem Großvater Hubert Rickelmann in einem Haus. Den Heimatforscher begleitete er in seiner Kindheit und Jugend häufig bei dessen Erkundungen im Nachbarort Mettingen. Über sein Heimatdorf verfasste Hubert Rickelmann schließlich das Buch Mettingen im Wandel der Zeiten, das 1953 erstmals erschien. Nach der Schule begann Richard Rickelmann ein Chemiestudium in München, brach dieses jedoch nach einiger Zeit ab. Über Ferdinand Schulte, von 1951 bis 1972 Schriftleiter der Ibbenbürener Volkszeitung, kam er schließlich zum Journalismus. Seine ersten Arbeiten waren Gerichtsberichte. Sein Volontariat absolvierte Rickelmann bei den Ruhr Nachrichten in Dortmund und Recklinghausen. Danach folgten Anstellungen beim Industriekurier und beim Handelsblatt.
1970 wechselte er als Redakteur zum Spiegel und wurde später Leiter des Büros in Düsseldorf. Von 1975 bis 1979 war er Pressesprecher des nordrhein-westfälischen Arbeits- und Gesundheitsministers Friedhelm Farthmann (SPD). Anschließend kehrte er zum Spiegel zurück. Dort arbeitete er unter anderem eng mit Hans Leyendecker zusammen. Gemeinsam recherchierten sie 15 Jahre lang zur Mafia in Deutschland und illegalem Waffenhandel. Daraus resultierten auch zwei Bücher, das zusammen mit Leyendecker verfasste Exporteure des Todes. Deutscher Rüstungsskandal in Nahost (1990) und – in Zusammenarbeit mit Leyendecker und Georg Bönisch – Mafia im Staat. Deutschland fällt unter die Räuber (1992). Rickelmann schrieb auch über die „López-Affäre“ zwischen 1993 und 1996 bei der Volkswagen AG und den Fall Hombach 1998/1999. Insgesamt arbeitete Rickelmann 23 Jahre lang als Wirtschaftskorrespondent für den Spiegel, gehörte zu dessen prominentesten Autoren und erwarb sich den Ruf, einer der besten und investigativsten Journalisten Deutschlands zu sein. Zum 1. Juli 1999 wechselte er zum Stern, für den er zehn Jahre lang als Reporter für Politik und Wirtschaft tätig war.
Seither arbeitet Rickelmann als freier Journalist für den Stern sowie unter anderem für die ZDF-Sendungen Frontal21, ML Mona Lisa und heute journal mit dem Schwerpunkt Medizin-Themen.
Sein aktuellstes Werk Tödliche Ernte (2012) befasst sich mit den Zuständen in der europäischen Agro-Industrie und analysiert ausführlich die Allianzen zwischen Saatgutherstellern, chemischer Industrie, landwirtschaftlichen Industriebetrieben sowie deren Einfluss auf die Politik in Deutschland und der Europäischen Union. Das Werk bringt es auf die vorderen Ränge der Spiegel-Bestsellerliste. Selten wurde so fundiert offengelegt, wie rücksichtslos Teile des Agrar- und Lebensmittelkartells Kasse machen.
Des Weiteren war der Journalist Mitbegründer und zeitweiliges Vorstandsmitglied der seit 2004 bestehenden Alexandra-Lang-Stiftung, die Opfern von medizinischen Behandlungsfehlern hilft.
Über das Buch seines Großvaters Hubert Rickelmann, Mettingen im Wandel der Zeiten, kam er schließlich auch wieder mit seiner alten Heimat, dem Tecklenburger Land, in Kontakt: Als der Heimatverein Mettingen eine dritte Auflage plante, überließen Richard Rickelmann und sein Bruder Hans-Hubert als rechtmäßige Erben diesem die Rechte daran. Für das 2010 erschienene Heimatbuch steuerte Richard Rickelmann zudem ein Vorwort bei.
Richard Rickelmann lebt in Kall in der Eifel.

## Schriften
- zusammen mit Hans Leyendecker: Exporteure des Todes. Deutscher Rüstungsskandal in Nahost, Steidl, Göttingen 1990, ISBN 3-88243-180-6 (5. Auflage mit dem Zusatz Exporteure des Todes. Deutscher Rüstungsskandal in Nahost. Mit Namensliste: Die deutschen Rüstungshelfer des Saddam Hussein, Steidl, Göttingen 1991, ISBN 3-88243-180-6)
- zusammen mit Hans Leyendecker und Georg Bönisch: Mafia im Staat. Deutschland fällt unter die Räuber, Steidl, Göttingen 1992, ISBN 3-88243-231-4 (4. Auflage, Steidl, Göttingen 1993, ISBN 3-88243-231-4)
- zusammen mit Rainer Fromm: Ware Patient. Woran unsere medizinische Versorgung wirklich krankt, Eichborn, Frankfurt am Main 2010, ISBN 978-3-8218-6522-5
- Tödliche Ernte. Wie uns das Agrar- und Lebensmittelkartell vergiftet, Ullstein 2013, ISBN 978-3-548-37495-6